# Аудио-Реклама•ru
Студия деловой звукозаписи, специализирующаяся на международных аудио коммуникациях.
1. ↑  Аудио-Реклама•ru — Флагман деловой звукозаписи. Аудио-Реклама•ru. Дата обращения: 20 августа 2025.